# Акмал Назаров
Акмал Назаров (узб. Akmal Nazarov; рід. 17 серпня 1985, Наманган, Узбекистан) — узбецький співак і актор.
Назаров домігся великих успіхів на акторській ниві. Назаров отримав широке визнання і визнання в Узбекистані після головної ролі в узбецькій драмі «Хайот джилгалари» (мелодрама) 2007 року. З тих пір він знявся в багатьох узбецьких мелодрамах. Зокрема, велику популярність актрисі принесли фільми «Умід», який вийшов на великі екрани в 2010 році, і «Ділор Ділор Діл ва ор».

## Біографія
Акмал Назаров народився 17 вересня 1985 року в Намангані, столиці Узбекистану. Після закінчення школи в 2000 році Назаров навчався на Наманганському факультеті культури, закінчив університет в 2004 році, а в 2008 році закінчив Ташкентську державну академію мистецтв на факультеті акторської майстерності музичного театру.
Назаров одружився в 2013 році, зараз у Назарова 4 дітей. 

## Кар'єра
Назаров одружився в 2013 році, зараз у Назарова 4 дітей. У 2009 році він став відомим, виконавши одну з головних ролей у серіалі «Хаят Джилгаларі». У 2010 році Назаров знявся у фільмі «Надія», і цей фільм приніс йому велику популярність. У 2010 році в телесеріалі знявся режисер Абдухаліл Мігнаров. Цей серіал не приніс Назарову особливого успіху. У 2012 році Назаров знявся у фільмі «Мехрігійо», але в цьому фільмі Назарову не пощастило. У 2014 році Назаров знявся в двох фільмах, одним з яких став «Ділор Ділор Діл ва або» режисера Шухрата Аббасова. Величезне визнання приносить фільм Назарова «Кроки». У 2015 році Назаров випустить фільм «Ko’z Yoshim», який познайомить не тільки Узбекистан з країнами Середньої Азії. У 2015 році Назаров отримав безліч нагород. Найкращий актор 2015 року та Найкращий позитивний актор року та премія RizaNova за найкращу чоловічу роль 2015 року. У 2016 році він знявся в "Коз Йосім 2", в 2017 році "Мамина донька", "Фітна" і серіалах. Назаров грає негативного персонажа в серіалі "Тухмат Гирдобі" 2018 року. Ця роль розкриває незвідані сторони Назарова і приносить йому номінацію найкращого негативного актора 2018 року. У 2019 році Назарв знову зіграє негативну роль у фільмі «Снайпер» продюсера Руслана Мірзаєва. У цьому ж році Назаров зіграв роль одного з головних героїв Бекзода в серіалі «Урок», а після цього серіалу Назарова запрошували зніматися в багатьох серіалах. У 2020 році Назаров з'явиться у фільмі «Шлакі». Щури інші фільми та серіали через covid 19. З початку 2021 року він зніме фільм «Айібзіз Айібдор», цей фільм принесе Назарову гарне визнання. У цьому ж році він з'явиться в серіалі «Друга дружина». У 2022 році Назаров з'явиться в серіалах "Корота дня" і "Зебо". Ці серіали принесли Назарову не тільки увагу, але і чималий дохід.

## Альбомы
| Рік випуску | Название |
| ----------- | -------- |
| 2014        | Senda    |
| 2017        | Goʻzalim |

## Філмографія
Нижче наведено в хронологічному порядку список фільмів, в яких знявся Акмал Назаров .
| Рік  | Фільм                 | Рол      | Джерело |
| ---- | --------------------- | -------- | ------- |
| 2010 | Umid                  | Davron   |         |
| 2012 | Mexrigiyo             | Alisher  |         |
| 2014 | Dilor Dilor Dil va or | Normurod | [ 10 ]  |
| 2014 | Qadamlar              |          |         |
| 2015 | Ko’z yoshim           |          | [ 11 ]  |
| 2016 | Ko’z yoshim 2         |          |         |
| 2017 | Ona qizim             |          |         |
| 2019 | Snayper               |          | [ 12 ]  |
| 2020 | Shallaqi              |          |         |
| 2021 | Ayibsiz ayibdor       |          |         |

### Серія
| Рік       | Серія           | Рол    | Джерело |
| --------- | --------------- | ------ | ------- |
| 2009      | Xayot jilgalari |        |         |
| 2010-2014 | Opa singillar   | Qudrat | [ 13 ]  |
| 2017      | Fitna           | Botir  |         |
| 2018      | Tuxmat girdobi  |        |         |
| 2019      | Saboq           |        |         |
| 2021      | Ikkinchi xotin  |        |         |
| 2022      | Qora quti       |        |         |
| 2022      | Zebo            |        |         |

## Визнання та нагороди
- 2009 - лауреат XXVIII премії «Вибір улюбленого актора» в локальній номінації «Улюблений узбецький актор» телеканалу «НТТ» Узбекистану.

- 2010 - лауреат некомерційної премії "M&TV" національного кінематографа Узбекистану "Кращий узбецький негативний персонаж року" - за роль Даврона у фільмі "Умід" (2008).
- 2012 - за виконання ролі Нодіра в серіалі «Мексигійо».
- 2017 — номінація «Кращий актор сюжету (Fitna)/серіалу» на Премію професійного телебачення від Асоціації продюсерів кіно і телебачення.
- 2019 - "Золота стрічка!" Лауреат Національної телевізійної премії, що носить його ім'я, у спеціальній номінації "Сабок".
- Premio GQ-2020 "Mejor actor negativo del año".